# Тхай, Станислав Валерьевич
Станисла́в Вале́рьевич Тха́й (29 мая 1966 года, Двуреченск, Сысертский район, Свердловская область, РСФСР, СССР — 4 сентября 2017 года, Москва, Россия) — российский предприниматель и государственный деятель. Создатель торговой марки Mirex (электронные носители) на базе ООО «Уральский электронный завод». С 2010 по 2017 г. — руководитель государственного медицинского учреждения «Росплазма» (г. Киров). С 2003 по 2017 г. — председатель правления «Национально-культурной автономии российских корейцев». В 2008—2017 гг. — почётный консул Республики Корея в г. Екатеринбурге.

## Биография
Окончил Уральский политехнический институт им. С. М. Кирова (1988, инженер-металлург); Государственный университет — Высшую школу экономики (2006, executive MBA); Уральскую государственную медицинскую академию (2011, провизор).
В 1988—1990 гг. работал в Восточном институте чёрной металлургии (ВостФИЧМ) в городе Новокузнецк.
В 1990 г. в туристско-экскурсионном агентстве «Малахит» (г. Свердловск) стал заместителем директора Антона Бакова, с которым учился в УПИ. С 1991 г. — член правления учреждённого «Малахитом» СП «Ист Лайн» (оператор аэропорта «Домодедово», г. Москва).
С 1992 г. — заместитель Бакова на посту руководителя представительства Рабочего центра экономических реформ при Правительстве РФ по Свердловской и Тюменской областям. С 1993 г. — заместитель председателя правления Уральского отделения Всероссийского фонда культуры. С 1994 г. — заместитель Бакова на посту руководителя Урало-Поволжского регионального центра Министерства по делам национальностей и региональной политики Российской Федерации.
С 1997 г. — генеральный директор ООО «Уральский электронный завод». С 2000 г. — генеральный директор ООО «Компания „Мирекс“». Впервые в России создал производство записываемых компакт-дисков CD-R, которые широко продавались под брендом Mirex.
С 2010 г. — генеральный директор ФГБУ «Российский медицинский научно-производственный центр „Росплазма“» ФМБА России. С 2012 г. — директор ФГБУЗ «Центр крови ФМБА России».
Скончался в результате сердечной болезни в ночь на 4 сентября 2017 года. Похоронен на Троекуровском кладбище города Москвы.
ФМБА России в официальном некрологе отметило: «За время своей работы С. В. Тхай сумел обеспечить безукоризненное выполнение государственного задания по крупномасштабной заготовке сырья для обеспечения производства жизненно необходимых препаратов крови, полностью соответствующих всем мировым стандартам по качеству и безопасности. Под непосредственным руководством С. В. Тхая была создана и успешно функционирует крупнейшая в нашей стране база потенциальных доноров гемопоэтических стволовых клеток, что позволило с 2013 года начать процесс поэтапного самообеспечения ведущих гематологических клиник России отечественным донорским материалом. Благодаря проводимой им грамотной политике бизнес-администрирования и управления качеством, во вверенных ему учреждениях была сформирована прекрасная материальная база, отвечающая высшим требованиям мировых стандартов. В Испытательной лаборатории, входящей в единый лабораторно-исследовательский комплекс ФГБУ РМНПЦ „Росплазма“ ФМБА России, на постоянной основе реализованы уникальные методики по исследованию качества и состава лекарственных препаратов для обеспечения нужд спорта высоких достижений и сборных команд РФ».

## Семья
Первая жена Оксана, от неё родилась дочь Екатерина (1988). Вторая жена Лариса, от неё родилась дочь Вера (1995). Третья жена — экс-заместитель руководителя ФМБА России Юлия Мирошникова, от неё родились двое детей.